# Antoine Méo
Antoine Méo (Digne-les-Bains, 29 de agosto de 1984) es un piloto de motociclismo francés especialista en las pruebas de enduro y motocross. En 2010, 2012 y 2013 fue campeón del mundo de Enduro en la categoría de E1, mientras que en los años 2011 y 2015 fue campeón del mundo en la categoría de E2.
En 2016 debutó en el Rally Dakar, con KTM, en el que consiguió ganar dos etapas, la 7.ª y la 11.ª, finalizando séptimo en la general final.
Posteriormente disputó el Rally Dakar 2018, donde volvió a ganar dos etapas, la 6.ª y la 8.ª, y finalizando cuarto en la general, a las puertas del podio.

## Participaciones en el Rally Dakar
| Año  | Categoría  | Vehículo  | Posición | Etapas ganadas |
| ---- | ---------- | --------- | -------- | -------------- |
| 2016 | Motos      | KTM       | 7.º      | 2              |
| 2018 | Motos      | KTM       | 4.º      | 2              |
| 2023 | Challenger | PH Sports | 31.º     | -              |
| 2025 | Challenger | Apache    | 34.º     | -              |